# Bobo Olson
Pour les articles homonymes, voir Olson.
Carl "Bobo" Olson est un boxeur américain né le 11 juillet 1928 et mort le 16 janvier 2002 à Honolulu, Hawaï.

## Carrière
Il remporte le titre de champion du monde des poids moyens laissé vacant par Sugar Ray Robinson après l'annonce de sa retraite en battant le Britannique Randy Turpin le 21 octobre 1953.
Olson conserve trois fois sa ceinture en 1954 aux dépens de Kid Gavilan, Rocky Castellani et Pierre Langlois, puis échoue pour le gain du titre mondial des mi-lourds face à Archie Moore le 22 juin 1955 (défaite par KO dans le 3e round), avant d'être détrôné par Robinson (sorti de sa retraite) le 9 décembre 1955.

## Distinctions
- Bobo Olson est élu boxeur de l'année en 1953 par Ring Magazine.
- Il est membre de l'International Boxing Hall of Fame depuis l'an 2000.